# Krišnadéva Ráj
Krišnadéva Ráj (též Krishnadevaraya, Kršnadévarádža a pod.; 1471–1529) byl císař Vidžajanagarské říše, který vládl v letech 1509–1529 jako třetí vládce dynastie Tuluvovců. Svou říši dostal na vrchol moci a rozlohy tím, že porazil řadu sousedních států a po úpadku Dillíského sultanátu řídil největší říši v Indii a byl jedním z nejmocnějších hinduistických vládců. Mnoho Indů ho dnes považuje za jednoho z největších panovníků svých dějin.
Portugalští cestovatelé Domingo Paes a Fernão Nunes navštívili zemi v době jeho vlády. Jejich cestopisy naznačují, že vladař nebyl jen zdatným správcem, ale také vynikajícím generálem, který osobně řídil armádu z první linie a dokonce se staral o zraněné. Dokázal prý také rychle změnit bojové plány a z prohrané bitvy udělat vítězství.